# (100762) 1998 FX14
(100762) 1998 FX14 es un asteroide perteneciente al cinturón de asteroides descubierto el 26 de marzo de 1998 por el equipo del OCA-DLR Asteroid Survey desde el Sitio de Observación de Calern, Caussols, Francia.

## Designación y nombre
Designado provisionalmente como 1998 FX14.

## Características orbitales
1998 FX14 está situado a una distancia media del Sol de 3,064 ua, pudiendo alejarse hasta 3,306 ua y acercarse hasta 2,822 ua. Su excentricidad es 0,078 y la inclinación orbital 5,639 grados. Emplea 1959,17 días en completar una órbita alrededor del Sol.

## Características físicas
La magnitud absoluta de 1998 FX14 es 14,8. Tiene 4,491 km de diámetro y su albedo se estima en 0,105. 